# 馬達加斯加大頭側頸龜
馬達加斯加大頭側頸龜（Erymnochelys madagascariensis）是馬達加斯加河流及湖泊特有的一種龜。雖然牠們處於極危，但仍是普遍作為食物，且由馬達加斯加運送至亞洲等市場。唯一對牠們的認識是牠們較其他市場內的龜游得快。它们吃软体动物为主。
其种加词“madagascariensis”意为“马达加斯加的”。

## 簡介
馬達加斯加大頭側頸龜是世界上瀕危的龜種之一，名列海龜保育基金（TFC）前25名瀕臨滅絕的物種。它有一個堅硬的黑褐色外殼，包裹著龜隻的身體。幼龜的甲殼上會有細的黑線，但隨著年齡的增長會漸漸消失。

## 棲息
馬達加斯加大頭側頸龜棲息在淡水而水流慢的河流及大面積的湖泊，許多的孵化的幼龜會進入較小的河流，在那裡牠們可以成長迅速，安全地長大成年。 

## 分佈
此龜種只分佈在馬達加斯加西部低地地區。

## 威脅
這個物種的主要威脅是，牠們被當作人類的食物，亦有些會被夾在魚網、漁陷阱和鉤線內。牠們也會被獵殺，非法出口到亞洲的傳統醫藥和寵物市場。另一個威脅是土地開發破壞其自然棲息地 。

## 保育狀況
其被列為《瀕危野生動植物種國際貿易公約》附錄二的物種，被限制出口及貿易。